# Guangzhou Południe
Guangzhou Południe (chiń. 广州南站; pinyin Guǎngzhōu Nánzhàn)) – stacja kolejowa w Kantonie, w prowincji Guangdong, w Chińskiej Republice Ludowej.
Jest to największa stacja metra w Kantonie. Jest to jeden z czterech największych ośrodków transportu kolejowego w Chinach. Jest to stacja węzłowa i na linii Kanton-Shenzhen-Hongkong, Kanton-Maoming, Kanton-Zhuhai i Wuhan-Kanton. Będzie również stacją przesiadkową metra na linii 2 i 7. Została otwarta w 2010 roku.